# 6247 Amanogawa
6247 Amanogawa eller 1990 WY3 är en asteroid i huvudbältet som upptäcktes den 21 november 1990 av de båda japanska astronomerna Kazuro Watanabe och Kin Endate vid Kitami-observatoriet. Den är uppkallad efter den japanska floden Amanogawa.
Asteroiden har en diameter på ungefär 6 kilometer.